# Zero Gravity (canción de Kate Miller-Heidke)
«Zero Gravity» es una canción interpretada por la artista australiana Kate Miller-Heidke. Fue publicado como sencillo el 25 de enero de 2019, y fue la representante australiana en el Festival de la Canción de Eurovisión 2019 tras conseguir el apoyo del público y jurado en Eurovision: Australia Decides el 9 de febrero de 2019.